# Игльс
Игльс (нем. Igls) — микрорайон (пригород) в южной части австрийского города Инсбрук.
Игльс знаменит своей санно-бобслейной трассой, построенной в 1963 году. Эта трасса принимала соревнования саночников и бобслеистов на Зимних Олимпийских играх 1964 и 1976 годов. Здесь проводились чемпионаты мира по санному спорту (1977, 1987, 1997, 2007, 2017), бобслею (1963, 1993), скелетону (1991, 2000), бобслею и скелетону (2016).
В окрестностях Игльса на горе Пачеркофель разбиты горнолыжные трассы, на одной из них проходили соревнования в скоростном спуске у мужчин в рамках Зимних Олимпийских игр 1964 и 1976 годов.
В Игльсе также находится гольф-клуб.